# The Great O'Grady
Pour plus de détails, voir Fiche technique et Distribution.
The Great O'Grady est un téléfilm comique de court métrage américain réalisé par Robbie Fox et sorti en 1993.

## Fiche technique
- Titre original : The Great O'Grady
- Réalisation : Robbie Fox
- Scénario : Robbie Fox
- Photographie : Misha Suslov
- Montage : Les Green
- Musique : Charles Fox
- Costumes : Kelly Conway
- Décors :
- Producteur : Jana Sue Memel et Jonathan Sanger (en)
  - Producteur associé : Hillary Anne Ripps
- Sociétés de production : Chanticleer Films et Showtime Networks
- Sociétés de distribution : Showtime
- Pays d'origine :  États-Unis
- Langue originale : anglais
- Format : couleur
- Genre : Comédie
- Durée : 30 minutes
- Dates de sortie : 
  - États-Unis : 1993

## Distribution
- Keith Coogan : Jonathan
- Meredith Salenger : Jenny-Sue
- Tom Hodges (en) : Great O'Grady
- Nancy Cartwright : la secrétaire d'O'Grady
- Tim Conway : le journaliste sportif
- Brian De Palma : l'ambulancier
- Robbie Fox : Dr Benjamin
- Andrew Koenig : un type dans les vestiaires
- Carol Mansell : la mère de Jonathan
- Stanley Ralph Ross : le maire
- Brooke Theiss : la fille sexy
- Bob Tzudiker : le père de Jonathan